# Religioni in Libia
La religione più diffusa in Libia è l'islam, professato dal 96,6% della popolazione; i cristiani rappresentano il 2,7% della popolazione e i buddhisti lo 0,3% della popolazione, mentre lo 0,2% della popolazione non segue alcuna religione e la restante parte della popolazione segue altre religioni. La dichiarazione costituzionale del 2011 che funziona come costituzione provvisoria della Libia afferma che l’islam è la religione di stato e la sharia è la fonte principale della legislazione, ma dichiara che cristiani ed ebrei hanno la libertà di seguire la loro religione e garantisce il rispetto da parte dello Stato delle leggi sul loro status personale. Le questioni religiose familiari, come il divorzio e l'eredità, per i cristiani e gli ebrei sono regolate secondo le norme della comunità religiosa a cui l'individuo appartiene, mentre per i musulmani valgono le regole della sharia. Nonostante la costituzione provvisoria vieti le discriminazioni religiose, alle comunità religiose diverse da cristiani ed ebrei non sono accordati uguali diritti. Un uomo non musulmano deve convertirsi all'islam per sposare una donna musulmana; un musulmano può sposare una donna cristiana o ebrea senza che questa debba convertirsi all'’islam, ma non può sposare una donna di religione non abramitica. La costituzione provvisoria non vieta di cambiare religione ma non tutela il diritto a farlo, per cui il codice penale vieta il proselitismo religioso nei confronti dei musulmani e la conversione dei musulmani ad altra religione. È vietata anche la produzione e distribuzione di materiale che possa cambiare la struttura sociale del Paese, cosa che viene utilizzata per vietare la produzione e la circolazione di materiale religioso non islamico. Nella scuola pubblica è previsto l'insegnamento della religione islamica e non è prevista la possibilità di optare per corsi su altre religioni.

## Religioni presenti

### Islam
I musulmani della Libia sono in maggioranza sunniti; sono presenti anche piccoli gruppi di ibadi e di sufi. C’è anche una piccola presenza di sciiti e ahmadiyya tra gli immigrati provenienti dal Pakistan. 

### Cristianesimo
I cristiani della Libia sono quasi tutti immigrati stranieri. La maggior parte di essi sono copti; sono presenti anche cattolici, ortodossi e anglicani. 

### Ebraismo
La comunità ebraica della Libia era una delle più antiche, ma una serie di pogrom scoppiati dopo la seconda guerra mondiale ha prodotto la partenza di molti di loro, riducendo drasticamente la presenza ebraica nel Paese. Altre partenze si ebbero in seguito alla Guerra dei sei giorni e all'avvento al potere del colonnello Muammar Gheddafi. Nel 2002 vivevano in Libia due donne ebraiche; la morte di una di esse e la partenza dal Paese dell'altra ha messo fine alla presenza ebraica in Libia.

### Buddhismo
I buddhisti presenti in Libia sono immigrati provenienti dall'Asia, principalmente dallo Sri Lanka e dalla Corea del Sud. Nel Paese non ci sono tuttavia pagode o templi buddhisti. 

### Induismo
Gli induisti presenti in Libia sono immigranti provenienti dall'India. Nel 2010 c'erano in Libia 18.000 indiani, in maggioranza induisti, ma la maggior parte di loro è rientrata in patria nel 2011 in seguito allo scoppio della guerra civile libica. Gli induisti residenti in Libia sono oggi lo 0,1% della popolazione.